# Solanum guerreroense
Solanum guerreroense är en potatisväxtart som beskrevs av Donovan Stewart Correll. Solanum guerreroense ingår i släktet skattor som ingår i familjen potatisväxter. Inga underarter finns listade i Catalogue of Life.